# 都靈圍城戰
都靈圍城戰（Assedio di Torino）發生於1706年5月14日-9月7日，是西班牙王位繼承戰爭期間法國軍隊圍攻薩伏依公國城市都靈的戰役。法軍在奧爾良公爵腓力二世和拉弗亞德公爵路易·奧布松領軍下包圍了都靈，但因為守軍的頑強抵抗使得法軍屢攻不下。9月7日歐根親王率軍救援，大敗圍城的法軍，都靈解除圍城。法軍損失慘重並開始往北撤出義大利，再加上先前拉米伊戰役的慘敗，1706年對路易十四和法國而言是「可怕的一年」（拉丁語：Annus horribilis）。